# Calístrato (retórico)
Calístrato (en griego antiguo: Καλλίστρατος), sofista y retórico, probablemente del siglo III (quizá del IV). Escribió las Ekphraseis (también conocidas por el título latino Statuarum descriptiones), descripciones de catorce estatuas de piedra y de bronce de distinguidos artistas. Esta pequeña obra, escrita en un estilo seco y afectado, sin ninguna pretensión artística, suele editarse con los Eikones de Filóstrato de Lemnos (cuya forma imita).